# Língua garhwali
A língua garhwali (गढ़वळि भाख/भासा) é um idioma Pahari Central pertencente às línguas indo-arianas do norte. É falada principalmente por mais de 2,5 milhões de pessoas da etnia Garhwali da Divisão Garhwal do norte da Índia, em Uttarakhand , nos Himalaias.

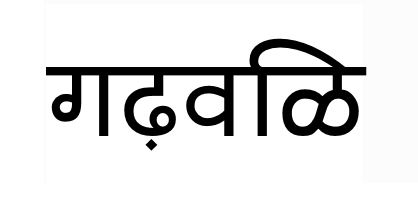
'Garhwali' em sua escrita

As línguas Pahari Centrais incluem o Garhwali e a língua Kumaoni (faladas na região Kumaon de Uttarakhand). Garhwali, como Kumauni, tem muitos dialetos regionais falados em diferentes lugares em Uttarakhand. A escrita para Garhwali é Devanagari.

## Fonologia
Existem muitas diferenças em relação ao Hindi e a outros idiomas índicos, por exemplo, na aproximante palatal  / j / ou na presença da lateral retroflexa  /ɭ/. Garhwali também possui diferentes alofones.

### Vogais

#### Monofônicas
Existem muitas teorias usadas para explicar quantos Monotongos s são usados na língua garhwali. Os estudiosos indianos não-garhwali e alguns estudiosos de garhwali (que acreditam que o garhwali é um dialeto do hindi) que seguem a fonologia do hindustani comum argumentam que há oito vogais encontradas no idioma, que são ə, ɪ, ʊ, ɑ, i, u, e, o. Um estudioso da língua garhwali, o Sr. Bhishma Kukreti argumenta que / ɑ / não está presente na língua, e em vez se usa o xevá, isso é, / ə: /. Embora se possa aceitar que os dialetos do sul de Garhwali usem  /ɑ/ no lugar de /ə:/. Se seguirmos sua regra de extensão da vogal, descobrimos que há cinco vogais encontradas em Garhwali. As três são ə, ɪ, ʊ com extensão de vogal como / ə: /, / ɪ: /, / ʊ: /. Outros dois / o / & / e / sem extesão. Mas há 13 vogais encontradas pelo Sr. Anoop Chandra Chandola como seguie /ə/, /ɪ/, /ʊ/, /ɑ/, /i/, /u/, /e/, /o/, /æ/, /ɨ/, /y/, /ɔ/, /ɯ/. Seus argumentos podem ser aceitos como universais (também / ɑ / que é usado apenas em dialetos do sul, mas emprestado ao dialeto padrão para fins de distinção). Mas o argumento de Bhishma Kukreti sobre o comprimento da vogal também é aceito. Assim, concluímos que Garhwali (Standard Garhwali nesta média) tem doze vogais (/ ə /, / ɪ /, / ʊ /, / i /, / u /, / e /, / o /, / æ /, / ɨ /, / y /, / ɔ /, / ɯ /) onde três tem o comprimento da vogal (/ ə: /, / ɪ: /, / ʊ: /).

##### Ditongos
Existem ditongos na língua que tornam as palavras distintas das outras. No entanto ditongos variam dialeto para dialeto.
| Ditongos (IPA) | Exemplo (IPA) | Tradução           |
| -------------- | ------------- | ------------------ |
| उइ /ui/        | कुइ /kui/      | Qualquer alguém    |
| इउ /iu/        | जिउ /ʤiu/      | Coração, mente     |
| आइ /ai/        | बकाइ /bəkɑi/   | Enfim, a propósito |
| अइ /əi/        | बकइ /bəkəi/   | Balanço            |
| आउ /au/        | बचाउ /bətʃou/  | Economizar         |
| अउ /əu/        | बचउ /bətʃəu/  | Segurança          |

##### Tritongos
Tritongos são menos comumente encontrados no idioma. A palavra mais comum onde um tritongo pode ocorrer é उन्वाउन [Inglês: may be] / h  'ɯɔʊ'  n / (no padrão Garhwali) ou / h  'ɯaʊ'  n / (em alguns dialetos) . No entanto, muitos falantes não podem perceber a presença de tritongos. Outros tritongos podem ser descobertos se mais pesquisas acadêmicas forem feitas sobre o idioma.

#### Consoantes

###### Tenuis
| GPA (alfabeto fonético de Garhwali) / IPA / | Fonema / IPA alternativo / | Categoria fonêmica | Exemplo / <IPA alternativo> / (Significado) | Língua hindustani alternativa da palavra em industani | - | क / kə / | क् / k / | oclusiva velar sonora | 'क' ळ्यो / 'k' aɭyo / (Significado literal: - Café da manhã) | नाश्ता, कलेवा | - | ग / gə / | /् / g / | oclusiva velar sonora | 'ग' रु / 'g' ərʊ / (Significado literal: - Peso pesado) | भारी | - | Ʃə / tʃə / | /् / tʃ / | sonora palato-alveolar africada | 'चि' टु / 'tʃ' iʈɔ / (Significado literal: - branco; masculino) | सफ़ेद, श्वेत | - | ज / ʤə / | /् / dʒ / | careta palato-alveolar com voz | 'ज्व' नि / 'dʒ' ɯni / (Saber literal: - juventude) | जवानी, यौवन | - | ट / ʈə / | /् / ʈ / | sonora retroflex oclusiva | 'टि' पुण् / 'ʈ' ɨpɯɳ / (Saber literal: - escolher) | ,ा, उठाना | - | ड / ɖə / | /् / ɖ / | vozada retroflex oclusiva | ा' ळु / 'ɖ' ɔɭʊ / (padrão) ou 'ɖ' aɭʊ / (em alguns dialetos do sul): - Árvore) | डाल, पेड़, वृक्ष | - | Ə / tə / | /् / t / | oclusiva dental sonora | 'ति' मुळ / 't' ɨmɯɭ /, (Significado literal: - Moraceae ou Fig; um fruto) | अञ्जीर / अंजीर | - | द / də / | /् / d / | oclusiva dental sonora | 'दे' स / 'd' eç /, (Significado literal: - Estrangeiro) [não se confunda com देस / des /; significado "país" emprestado do hindustani] | विदेश, परदेस, बाहरला-देस | - | प / pə / | /् / p / | oclusiva bilabial sonora | 'पु' ङ्गुड़ु / 'p' ʊŋuɽ, (Significado literal: - Fazenda ou Campo) | खेत ou कृषि-भुमि | - | ब / bə / | /् / b / | oclusiva bilabial sonora | ा' च / 'b' atʃə, (Significado literal: - Língua, Frase & outro significado: - Voz) | जीभ, जुबान, आवाज़ | - | ल / lə / | /् / l / | aproximant lateral dental | 'लाटु' / 'l' ʌʈɔ / (Significado literal: - idiota ou louco ou psicopata; quando usado com raiva. Insano; quando usado com pena ou amor) | झल्ला, पागल | - | ळ / ɭə / | /् / ɭ / | retroflex lateral approximant | 'ा 'ळ्' / gəɖwɔ 'ɭ' / (Significado literal: - Aquele que detém fortes, geralmente usado para a terra de Garhwallis People, ou Garhwal) | गढ़वाल | - | य / jə / | य् / j / aproximação palatal | ा' र / 'j' ar / (Significado literal: - Amigo, comumente usado como palavra vocativa) | यार | - | Ə / wə / | /् / w / aproximador labio-velar | बि ्वा' स / bis 'w' ɔs / (Significado literal: Fé) | विश्वास, भरोसा | - | म / mə / | /् / m / | nasal bilabial | 'मु' सु / 'm' ʊs / (Significado literal: Rato) | मूषक, चुहा | - | Ə / nə / | /् / n / | narina dentária | 'नि' कम् / 'n' ɨkəm / (Saber literal: - Inútil, sem valor) | बेकार, व्यर्थ | - | ण / ɳə / | /् / ɳ / | retroflex nasal | 'ा 'णि' / pæ 'ɳ' / (Significado literal: - Água) | पानी | - | ङ / ɳə / | /् / ɳ / | velar nasal | सो 'ङ्ग' ou स्वा 'ङ्ग' / sɔ 'ɳ' / (Significado literal: - Fácil) | लरल, आसान | - | ञ / ɲə / | /् / ɲ / | nasal palatal | फ 'ञ्चु' / pʰə 'ɲ' tʃɔ / (Saber literal: - Bundle ou Bunch) | पोटली |

###### Aspiradas
य्, र्, ल्, ळ्, व्, स् e as consoantes nasais (म्, न्, ञ्, ङ्, ण्) não têm som consonantal aspirado.
| Alfabeto / <IPA alternativo> / | Fonema / <IPA alternativo> / | Exemplo / <IPA alternativo> / (Significado) | Alternativa de idioma hindustani da palavra | - | ख / kʰə / | /् / kʰ / | युार्यु / 'kʰ' ʊryʊ / (Significado literal: - Suficiente, Suficiente) | नीरा, पर्याप्त, खासा | - | घ / gʰə / | /् / gʱ / | घंघतौळ / 'gʱ' ɔŋgtoɭə / (Significado literal: - Confusão) | दुविधा | - | Ʃʰə / tʃʰə / | /् / tʃʰ / | /्जा / 'tʃʰ' əʤə / (Significado literal: - Balcão, Galeria) | ओलती, छज्जा | - | झ / dʒʰə / | /् / dʒʱ / | णक्याण / 'dʒʱ' əskæɳ / (Saber literal: - estar com medo) | जर जाना | - | ʰə / tʰə / | /् / tʰ / | ुरु / 'tʰ' ɯ ~ tʊr / (Significado literal: Queixo) | ठोड़ी | - | ध / dʰə / | /् / dʱ / | ा' गु / 'dʱ' ɔgʊ / (Significado literal: Tag ou linha de constura) | गागा | - | ठ / ʈʰə / | /् / ʈʰ / | /्गार / 'ʈʰ' /r / (Significado literal: Snacks) | ,्नैक्स्, नमकीन | - | ढ / ɖʰə / | /् / ɖʱ / | णुकणु / 'ɖʱ' ikəɳʊ / (Significado literal: Coverlet) | ओढने की चादर | - | फ / pʰə / | /् / pʰ / | णकाण / 'pʰ' ʊkaɳ / (Significado literal: - Destruição) | शाश | - | भ / bʰə / | /् / bʱ / | भौळ ou भ्वळ / 'bʱ' ɔɭə / (Significado literal: - Amanhã) | कल (आने वाला) |

#### Alofonia
Os falantes de garhwali estão mais familiarizados com os alofones na sua língua. Por exemplo, फ (IPA / pʰ /) é usado como फ na palavra फूळ (IPA / pʰu: ɭ / inglês: flor), mas pronunciado como प (IPA /  p /) na palavra सफेद (IPA / səpet /, inglês: "white"

##### Allofones de aspiradas

###### Conversão em tenuis
Quase todas as consoantes aspiradas exibem variação alofônica. Cada consoante aspirada pode ser convertida na consoante tenuis correspondente. Isso pode ser chamado de perda de aspiração.
| Alfabeto / IPA / | Fonema / IPA / | Alofone / IPA / | Exemplo / IPA / (Descrição)        | Língua hindustani - alternativa da palavra |
| ---------------- | -------------- | --------------- | ---------------------------------- | ------------------------------------------ |
| ख /kʰə/          | ख् /kʰ/         | क् [k]           | उखरेण [ukreɳ] (falecer)             | गुजर जाना                                     |
| घ /gʰə/          | घ् /gʱ/         | ग् [g]           | उघड़ण [ugəɽɳ] (abrir, liberar)      | खोलना, विमोचन                                  |
| थ /tʰə/          | थ् /tʰ/         | त् [t]           | थुँथुरु [tʰɯ~tʊr] (queixo)             | ठोड़ी                                         |
| फ /pʰə/          | फ् /pʰ/         | प् [p]           | उफरण [upə:ɳ] (desatar ou desfazer) | खोलना, विमोचन (बंधी हुइ चीज़ को खोलना)                 |

###### Allophone of छ
| Alfabeto / IPA / | Fonema / IPA / | Alofone / IPA / | Exemplo / IPA / (Descrição) | Língua hindustani - alternativa da palavra |
| ---------------- | -------------- | --------------- | --- | ------------------------------------------ |
| छ /tʃʰə/         | छ् /tʃʰ/        | स़् [ç]           | छन्नी [çəːni] (Significado literal:- galpão; usado especialmente para a criação de gado, alguns dialetos do sul usaram por algum tempo como um fonema puro, de modo que palavras como नी्नी são pronunciadas como छन्नी ou as्नी) | छावनी,पशु-शाला                                  |
| छ /tʃʰə/         | छ् /tʃʰ/        | च़् [c]           | छ्वाड़ [cɔɽ] (Significado literal:- margem, lado) | छोर, किनारा                                    |

##### Alofones de tenuis

###### Conversão em surdas
Algumas consoantes tenuis têm variação alofônica. Em alguns casos, uma consoante sonora pode ser convertida na consoante sonora correspondente.
| ग /gə/ | ग् /g/ | क् [k] | velar oclusiva surda      | कथुग [kətuk] ,(quanto)      | कितना   |
| द /də/ | द् /d/ | त् [t] | dental oclusiva surda     | सफेद [səpet] ,(branco)      | सफेद   |
| ड् /ɖə/ | ड् /ɖ/ | ट् [ʈ] | retroflex oclusiva surda  | परचण्ड [pərətʃəɳʈ] ,(feroz) | प्रचण्ड |
| ब /bə/ | ब् /b/ | प् [p] | bilabial oclusiva surda ] | खराब [kʰərap] ,(defeituoso) | खराब   |

###### Outros
| Alfabeto /<IPA alternativo>/ | fonemae /<IPA alternativo>/ | Alofone | Categoria fonêmica do alofone | Exemplo /<IPA alternativo>/ (<Descrição)                                                  | Língua hindustani - alternativa da palavra |
| ---------------------------- | --------------------------- | ------- | ----------------------------- | ----------------------------------------------------------------------------------------- | ------------------------------------------ |
| ज /ʤə/                       | ज् /ʤ/                       | य़् [j]   | palatal aproximante           | जुग्गा [jɯggə] ,(Significado literal: capaz)                                                 | योग्य, क़ाबिल                                   |
| स /sə/                       | स् /s/                       | स़् [ç]   | palatal fricativa surda       | (a) सि [çɨ] (Significado literal:- este), (b) देस /deç/ (Significado literal:- estrangeiro) | (a) यह (b)बाहरला-देस, परदेस                    |
| च /tʃə/                      | च् /tʃ/                      | च़् [c]   | palatal oclusiva surda        | चाप [capə] (Significado literal:- raiva)                                                   | कोप, गुस्सा                                    |

##### Número gramatical
| Singular (escrito) /IPA/ | Singular (falado)) | Plural (escrito ou falado) |
| ------------------------ | ------------------ | -------------------------- |
| किताब /kitʌb/              | किताप /kitʌp/        | कितबि /kitəbi/               |
| जुराब /ʤurʌb/              | जुराप /ʤurʌp/        | जुरबि /ʤurəbi/               |

#### Assimilação
Garhwali exibe características profundas de assimilação e tem deleção durante o processo Sândi, como em hindi, mas em outros aspectos de assimilação diferem do hindi. Um exemplo é a frase राधेस्याम. Quando escrevemos isso separadamente, राधे & स्याम (IPA: - / rəːdʰe / & / syəːm /) mantém seu recurso fonético original, mas, quando assimilado, soa como रास्स्याम / rəːssyəːm / ou राद्स़्याəː / rəːd /.

## Linguística

### Morfologia

#### Pronomes
|                | Nominativo                | Oblíquo                         | Reflexivo | determinador Possessivo        | pronome Possessivo               |
| -------------- | ------------------------- | ------------------------------- | --------- | ------------------------------ | -------------------------------- |
| 1ª p sing.     | मि                         | म्ये                              |           | म्यर                            | म्ये                               |
| 2ª p sing./pl. | (तू/ति inf) , (तांउ lf /तिमि f) | (त्वे/तिथे/तिते inf) , (तांऊ lf /तिम्ये f) |           | (तेरो/त्यारो inf) , (तिम्रो f /तांउरो lf) | (त्वे/तिथे/तिते inf) , (तिम्रो f /तांउरो lf) |
| 3ª p. sing.    | व, उ, इ, सि                | वीँ, वे, ए, से                      |           | वीँ, वे, ए, से                     | वीँ, वे, ए, से                       |
| 1ª p.. pl.     | अमि                        | अम्ये                             |           | अम्रो                            | अम्रो                              |
| 2ª p. pl.      | उ , श्या , सी                | उँते                              |           | उँ                              | ऊँ                                |

#### Casos
|              | Escrito          | Lentamente       | Fluente         |
| ------------ | ---------------- | ---------------- | --------------- |
| Nominativo   | न/ल              | न/ल              | न्/ल्             |
| Vocativo     | रे                | रे                | रे               |
| Acusativo    | थे/थेकी/सणि          | थे/थेकी/सणि          | ते/ते/सन्          |
| Instrumental | न/ल/चे            | न/ल/चे            | न्/ल्/चे           |
| Dativo       | खुण/बाना            | कुन/बाना            | कु/बान्            |
| Ablativo     | न/ल/चे/मनन/चुले/बटिन | न/ल/चे/मनन/चुले/बटिन | न्/ल्/चे/मनन्/चुले/बटि |
| Genitivo     | ऑ/ई/ऊ/ऎ          | ऑ/ई/ऊ/ऎ          | ऑ/ई/ऊ/ऎ         |
| Locativo     | म/फुण्ड/फर         | म/फुण्/फर          | म्/पुन्/पर्         |

#### Numerals
| Numerais | Numeral | Escrita | RTGS           | IPA              |
| -------- | ------- | ------- | -------------- | ---------------- |
| 0        | ०       | सुन्ने     | sunne          | /sunnɨ/          |
| 1        | १       | यऽक     | yak            | /yʌk/            |
| 2        | २       | दुई      | dui            | /du’ī/           |
| 3        | ३       | तीन      | teen           | /tɪnə/           |
| 4        | ४       | चार      | char           | /carə/           |
| 5        | ५       | पाँच      | paanch or paa~ | /pʌ~ç/ or //pʌ~/ |
| 6        | ६       | छॉ       | chhaw          | /tʃʰɔ/           |
| 7        | ७       | सात      | saat           | /sʌtə/           |
| 8        | ੮       | आठ      | aath           | /a:ṭə/           |
| 9        | ९       | नउ      | nau            | /nəu/            |

## Situação
Devido a uma série de razões, Garhwali é uma das línguas que está desparecendo muito rapidamente. A UNESCO designa o Garhwali como língua de categoria “insegura” que requer consistentes atitudes e esforços de conservação.
Quase todas as pessoas que podem falar e entender o Garhwali também podem falar e entender Hindi, a língua mais falada da Índia. De acordo com um estudo, Garhwali é apenas 50% inteligível para falantes de hindi e há uma inteligibilidade unidirecional de hindi para falantes de Garhwali por causa da alta taxa de alfabetização em Hindi em Uttarakhand e a popularidade de Hindi no norte da Índia.

## Amostra de texto
Pai nosso
Ye amārā Bubā jo gaiṅī-matthe chab, Tero nauṇ succo kari jaṇyaṇwaṇ. Tero rajwāṛo āṇwāṇ. Terī rājī, jannī gaiṅī-matthe, tannī būṇwāṇ bī woṇwāṇ. Amārī dinā-kī roṭī amuṇ-haṅī āj de. Wor amuṇ-haṅī amārā riṅ choḑi de, jannā amunn bī apṅā riṅiyuṇ-haṅī choḑi dinye. Wor amuṇ-haṅī parekhaṅa-maṇje naṇ likar, par amuṇ-haṅī nakhrā-maṇgann chuḑai de. Keik-taiṇ kī rajwāṛo, wor karlūt, wor ṭhullo-nauṇ, sadāīn teroī chah.